# Victor Dave
Victor Dave, né le 25 février 1845 à Alost (Belgique) et mort le 28 octobre 1922 à Paris 14e, est un journaliste et historien socialiste libertaire, membre de la Fédération bruxelloise de l'Association internationale des travailleurs. Il a publié de nombreuses biographies dont celle de Fernand Pelloutier.

## Biographie
Victor Dave est le fils du président de la Cour des comptes de Belgique. Pendant qu'il étudie à Liège et à l'Université libre de Bruxelles, il apprend les idées socialistes et participe au Congrès international des étudiants socialistes à Liège. Il adhère à l'Association internationale des travailleurs, puis en 1869, en devient membre du Conseil général. Après l'exclusion de Mikhaïl Bakounine et James Guillaume au congrès de La Haye en 1872, il se joint au parti antiautoritaire et lit une note de protestation critique envers Karl Marx et le Conseil général.
Victor Dave s'investit dans le mouvement anarchiste et se lie avec les anarchistes et socialistes allemands. Il est un des membres les plus actifs de la fédération belge de l'Internationale et écrit un appel aux agriculteurs et aux travailleurs agricoles. En juin et juillet 1873, il vient en Catalogne et participe à l'insurrection cantonaliste. En septembre, il est délégué belge au congrès de l'Internationale antiautoritaire à Genève.
En 1878, Victor Dave vient à Paris, où il se marie. Il est expulsé deux ans plus tard en raison de ses activités politiques de collectiviste libertaire. Il se lie d'amitié avec Johann Most à Londres. Lorsqu'il revient en Allemagne en 1881, en tournée de propagande, il est arrêté et condamné à cinq ans de prison pour haute trahison et violation des lois antisocialistes. Il est libéré au bout de deux ans et demi et revient à Londres.
Victor Dave participe alors à la Ligue Socialiste et écrit pour leur organe, Commonweal. Il initie Max Nettlau aux idées libertaires.
L’arrêté d’expulsion ayant été suspendu, il revient à Paris avec sa femme. Collaborateur de l’Humanité nouvelle, revue internationale des sciences et des arts fondée par Augustin Hamon, il en devint le secrétaire de rédaction.
En 1903-1904, il publie, avec Costes, la Revue générale de bibliographie française. Il collabore également aux différents Almanach de la Révolution publiés par Paul Delesalle entre 1903 et 1913, à la revue L’Éducation libertaire sous-titrée Revue des bibliothèques d’éducation libertaire qui faisait suite à une tentative de constitution d’une école libertaire d’enseignement supérieur pour adultes.
Après la mort de sa femme, en 1909, il entre comme correcteur à la Chambre des députés et adhère au syndicat des correcteurs et teneurs de copie.
Après le déclenchement de la Première Guerre mondiale, Victor Dave rejoint les positions de Kropotkine et de Jean Grave. En février 1916, il est partisan du Manifeste des 16 et signe une réimpression de celui-ci. 
Il meurt le 28 octobre 1922 à Paris et est incinéré au cimetière du Père-Lachaise.

## Citation
- « Il me paraît conforme à la justice et à la raison d'entendre, sous la désignation de travailleurs, tous ceux qui vivent du produit de leur travail, sans établir de distinctions (entre les travailleurs manuels et ceux de la pensée) qui ne serviraient qu'à diviser les forces du socialisme. »

## Œuvres
- Michel Bakoenine en Karl Marx. De Geschiedenis van een laster-Kampagne, Amsterdam, J. Sterrings, 1900, BNF.
- Pacifisme et antimilitarisme, Paris, Petite bibliothèque des Hommes du jour, BNF.
- Fernand Pelloutier, Paris, H. Fabre, 1909, BNF.
- Louis Buchner, Paris, H. Fabre, 1910, BNF.
- Michel Bakounine et Karl Marx, Bordeaux, Groupe Sébastien Faure, 1972, worldcat.
- Portrait de Fernand Pelloutier, Volonté anarchiste, no 31, Fédération anarchiste, Groupe Fresnes-Antony, 1986, worldcat.